# 웨인 원더
본 웨인 찰스(영어: Von Wayne Charles, 1972년 7월 26일 ~ )는 웨인 원더(영어: Wayne Wonder)라는 무대 이름으로 잘 알려진 자메이카의 레게 아티스트이다. 그는 초기에는 댄스홀과 레게 장르를 녹음했지만, 나중에는 힙합과 랩 장르로 방향을 전환했다. 그의 가장 인기 있는 싱글은 2003년 히트곡인 "No Letting Go"이다.